# سوفیا زنگو پاپادیمیتری
سوفیا زنگو پاپادیمیتری (زادهٔ ۱۹ مارس ۱۹۱۵–۱۳ ژوئن ۱۹۷۶) نقاش اهل آلبانی بود که به همراه خواهرش آندرونیکی زنگو آنتونیو به‌عنوان یکی از اولین زنان نقاش آلبانی شناخته می‌شوند.

## زندگی
سوفیا زنگو در ۱۹ مارسِ ۱۹۱۵ در کورچه در خانواده‌ای هنرمند به دنیا آمد که پدرش ونگیل زنگو، شمایل‌نویس بود و مادرش واسیلیکا نام داشت. او اولین درس‌های طراحی خود را در کورچه زیر نظر وانگوش میو گذراند. در سال ۱۹۳۴، او به همراه خواهرش برای تحصیل در مدرسه هنرهای زیبای آتن به یونان رفت. سوفیا در سال ۱۹۳۹، با درجهٔ ممتازی در نقاشی، در کلاس امپرسیونیست مشهور یونانی، اسپیروس ویکاتوس فارغ‌التحصیل شد. او در دوران تحصیل، به همراه پدرش، فضای داخلی کلیسای تثلیث مقدس در کورچه را نقاشی کرد.
در طول جنگ جهانی دوم، او نمادها و پرتره‌های بسیاری را نقاشی کرد. پس از پایان جنگ، به تیرانا نقل مکان کرد و در آنجا به عنوان معلم نقاشی در یک مدرسه مشغول به کار شد. او در سال ۱۹۴۷ با مجسمه‌ساز آکیله پاپادمیتری ازدواج کرد و از او صاحب دو پسر به نام‌های جانی و اوانگل شد.
از سال ۱۹۴۵ تا ۱۹۷۱ نقاشی‌های او در ۹ نمایشگاه هنر آلبانیایی به نمایش درآمد. در سال ۱۹۶۵، در پنجاهمین سالگرد تولد این هنرمند، نمایشگاهی از آثار او در مقر اتحادیهٔ نویسندگان و هنرمندان آلبانی برپا شد. در سال ۱۹۷۱ از تدریس بازنشسته شد و در ۱۳ ژوئن ۱۹۷۶ در تیرانا درگذشت.

## میراث
او در کنار خواهرش آندرونیکی زنگو آنتونیو یکی از اولین زنان نقاش در تاریخ آلبانی به‌شمار می‌رود. مجموعهٔ آثار او شامل بیش از ۳۰۰ نقاشی رنگ روغن از پرتره‌ها و مناظر و همچنین بیش از ۲۰۰ طراحی سیاه‌قلم است که بسیاری از آنها در مجموعه‌های خصوصی خارج از آلبانی نگهداری می‌شوند.
یک نمایشگاه از آثار او در سال ۲۰۱۵ توسط موزهٔ ملی هنرهای زیبا (آلبانی) برگزار شد این نمایشگاه شامل آثاری بود که بین سال‌های ۱۹۳۶ و ۱۹۷۱ تولید شده‌بودند. در همان سال، شورای شهر کورچه به او شهروندی افتخاری پس از مرگ اهدا کرد.
در سال ۲۰۲۰، نقاشی‌های روی کاغذ او در نمایشگاهی در ولوره به نمایش گذاشته‌شد.